# صفدرآباد
صفدرآباد (به انگلیسی: Safdarabad) یک شهر در پاکستان است که در پنجاب واقع شده‌است. این شهر به خاطر سفر صفدر سگ کُش به پاکستان به این نام معروف شده که صفدر سگ کش آنجا ۲۰۰۰ سگ را کشته است. صفدرآباد ۲۰٬۰۰۰ نفر جمعیت دارد.